# Fenilacetilén
A fenilacetilén a szénhidrogének közé tartozó vegyület, molekulájában alkin és fenilcsoportot is található. Színtelen, viszkózus folyadék. A laboratóriumban néha az acetilén analógjaként használják, mivel folyadékként könnyebben kezelhető, mint a gáz halmazállapotú acetilén.

## Előállítása
Laboratóriuma előállítása sztirol-dibromidból történhet ammóniában oldott nátrium-amid hatására végbemenő hidrogén-bromid-eliminációval:
Brómsztirolból olvadt kálium-hidroxid hatására végbemenő hidrogén-bromid-eliminációval is előállítható.

## Reakciói
- Lindlar-katalizátor mellett hidrogénnel sztirollá redukálható (hidrogénezhető)
- fémkatalizált trimerizációs reakcióban  1,2,4- (97%) és 1,3,5-trifenilbenzollá alakul:[5]

- ródium katalizátor mellett ciklotrimerizáció megy végbe, melynek során mind 1,2,4-, mind 1,3,5-izomer keletkezik, jelentős mennyiségű aciklusos enin dimer termék mellett:[6]

- arany(III) vagy higany(II) katalizátorral acetofenonná hidratálható.

## Fordítás
- Ez a szócikk részben vagy egészben  a   Phenylacetylene című angol Wikipédia-szócikk ezen változatának fordításán alapul.  Az eredeti cikk szerkesztőit annak laptörténete sorolja fel. Ez a jelzés csupán a megfogalmazás eredetét és a szerzői jogokat jelzi, nem szolgál a cikkben szereplő információk forrásmegjelöléseként.